# The Mother of All Demos

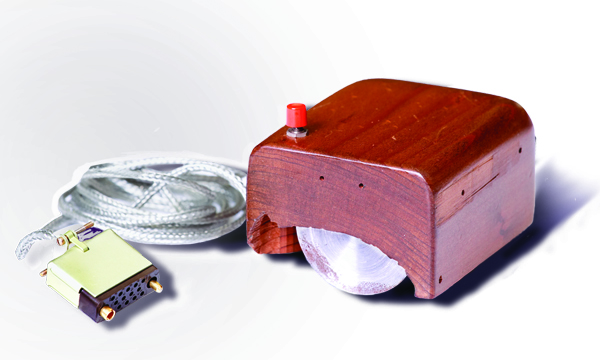
El primer prototipo de un ratón para computadora, como fue diseñado por Bill English a partir de los bosquejos de Engelbart.

La Madre de Todas las Demos (The Mother of All Demos) es un nombre dado de forma retrospectiva a la demostración de las tecnologías informáticas experimentales de Douglas Engelbart el 9 de diciembre de 1968 que ahora son comunes. La demostración en vivo contó con la introducción de un sistema llamado NLS, que incluyó uno de los primeros ratones de ordenador, así como de las videoconferencias, teleconferencias, hipertexto, procesamiento de textos, hipermedia y archivo de vinculación dinámica, control de revisiones, y un editor en tiempo real colaborativo.

## Contenido
Engelbart, con la ayuda de su equipo distribuido geográficamente, demostró el funcionamiento de la NLS ("sistema en línea") a los profesionales de la informática en una conferencia que contó con 1000 asistentes. El proyecto fue resultado del trabajo realizado en el Augmentation Research Center del Instituto de Investigación de Stanford, y la sesión se presentó bajo el título “Un centro de investigación para aumentar el intelecto humano” como parte de la conferencia de Fall Joint Computer en el Brooks Hall en San Francisco.
Bill English aparece como coautor del artículo de la conferencia  del mismo nombre y es reconocido como uno de los principales ingenieros responsables de NLS y su demostración. Algunos de los asistentes sobresalientes fueron Alan Kay, Charles Irby y Andy van Dam, así como Bob Sproull.

## Nombre
Acuñado al parecer en 1994, el nombre retrospectivo "La Madre de Todas las Demos" se refiere a  "La Madre de Todas las Batallas", un nombre usado por el presidente iraquí Saddam Hussein para describir la Guerra del Golfo de 1991, la expresión "la madre de todos", posteriormente se volvió ampliamente usada..
El primer uso de este nombre para hablar de Engelbart se atribuye al periodista Steven Levy en su libro de 1994,  Insanely Great: The Life and Times of Macintosh, el ordenador que lo cambió todo, en el que describe el evento como "una voz apacible de control de la misión como la frontera final, que pasó zumbando delante de sus ojos. fue la madre de todos los demos ".
Posteriormente, Andries van Dam repitió la frase en su discurso durante la Conferencia de 1998 de la revolución inconclusa Engelbart, en la apertura de la tercera Sesión, y la frase también fue citada en 2005 en el libro de John Markoff What the Dormouse Said.

## Otras lecturas
- Bardini, Thierry. Bootstrapping: Douglas Engelbart, coevolución, y los orígenes de la computación personal. Stanford, CA: Stanford University Press, 2000. ISBN 0-8047-3871-8